# Francisco Tinaglini
Juan Francisco Tinaglini Olariaga (San Ramón, 9 novembre 1998) è un calciatore uruguaiano, portiere del Montevideo City Torque.

## Carriera

### Club
Cresciuto nel settore giovanile del River Plate (M), Tinaglini ha iniziato la sua carriera calcistica con l'Oriental, dove ha giocato in prestito nella stagione 2018. L'anno seguente è rientrato al River ed ha debuttato in prima squadra il 25 maggio nell'incontro perso 4-1 contro la Juventud.
Nel 2020 è stato ceduto a titolo definitivo al Montevideo City Torque, che a sua volta lo ha prestato all'Atenas. Rientrato al club celeste, dopo una stagione da riserva ha giocato 4 incontri in Primera División e due in Coppa Libertadores.
A inizio 2023 è stato ceduto in prestito in Argentina al San Martín (T). Rientrato dopo sei mesi, è stato designato come portiere titolare della squadra.

### Nazionale
Nel 2017 con l'Uruguay Under-20 ha vinto il campionato sudamericano ed ha partecipato al campionato mondiale.

## Statistiche

### Presenze e reti nei club
Statistiche aggiornate al 20 maggio 2024.
| Stagione        | Squadra                | Campionato      | Campionato | Campionato | Coppe nazionali | Coppe nazionali | Coppe nazionali | Coppe continentali | Coppe continentali | Coppe continentali | Altre coppe | Altre coppe | Altre coppe | Totale | Totale | Totale |
| Stagione        | Squadra                | Comp            | Pres       | Reti       | Comp            | Pres            | Reti            | Comp               | Pres               | Reti               | Comp        | Pres        | Reti        | Pres   | Reti   |        |
| --------------- | ---------------------- | --------------- | ---------- | ---------- | --------------- | --------------- | --------------- | ------------------ | ------------------ | ------------------ | ----------- | ----------- | ----------- | ------ | ------ | ------ |
| 2018            | Oriental               | PD              | 4          | -3         |                 | -               | -               |                    | -                  | -                  |             | -           | -           | 4      | -3     |        |
| 2019            | River Plate (M)        | PD              | 2          | -7         |                 | -               | -               | CS                 | 0                  | 0                  |             | -           | -           | 2      | -7     |        |
| 2020            | Atenas                 | PD              | 2          | -1         |                 | -               | -               |                    | -                  | -                  |             | -           | -           | 2      | -1     |        |
| 2021            | Montevideo City Torque | PD              | 0          | 0          |                 | -               | -               |                    | -                  | -                  |             | -           | -           | 0      | 0      |        |
| 2022            | Montevideo City Torque | PD              | 4          | -5         | CU              | 0               | 0               | CL                 | 2                  | -1                 |             | -           | -           | 6      | -6     |        |
| 2023            | San Martín (T)         | PBN             | 1          | 0          | CA              | 2               | -2              |                    | -                  | -                  |             | -           | -           | 3      | -2     |        |
| 2023            | Montevideo City Torque | PD              | 3          | -3         | CU              | 4               | -3              |                    | -                  | -                  |             | -           | -           | 7      | -6     |        |
| 2024            | Montevideo City Torque | PD              | 9          | -3         | CU              | 0               | 0               |                    | -                  | -                  |             | -           | -           | 9      | -3     |        |
| Totale carriera | Totale carriera        | Totale carriera | 25         | -22        |                 | 6               | -5              |                    | 2                  | -1                 |             | -           | -           | 33     | -28    |        |

## Palmarès

### Nazionale
- Campionato sudamericano Under-20: 1

Ecuador 2017